# Mannlich-Haus
Das Mannlich-Haus ist ein historisches Wohngebäude in der Herzogstraße 8 in Zweibrücken. Im Haus befinden sich die Ausstellungsräume der Zweibrücker Kulturgut-Stiftung Gehrlein-Fuchs. Im Fokus der Ausstellung steht das „Vogelwerk“ von Johann Christian von Mannlich sowie Lithographien und weitere Stücke, die an von Mannlich und an die Herzogszeit in Zweibrücken erinnern. Außerdem umfasst die Ausstellung die „Molitor-Gedächtnisstätte“ und ein Kupferschmiede-Museum im ehemaligen Badehaus des Anwesens.

## Geschichte
Das Mannlich-Haus befindet sich in der von 1760 bis 1775 angelegten Herzogvorstadt, die von Hofarchitekt Christian Ludwig Hautt entworfen wurde und heute das älteste erhaltene Bauensemble in Zweibrücken ist. Ab 1770 wohnten hier, in der Nähe des Schlosses, unter anderem die höheren Beamten des Herzogs Christian IV., außerdem Kammerdiener und Hofgärtner.
Herzog Christian IV. gewann 1772 das Haus in der Herzogstraße 8 in einer Zwangslotterie, die er sich selbst hatte einfallen lassen. Er schenkte es seinem Hofmaler Johann Christian von Mannlich, der ein Jahr später mit seiner Familie dort einzog. 1831 erfolgte der Anbau eines Badehauses als russisches Dampfbad im Garten durch Kantonsarzt Camille Meuth. 1857 erwarb Ludwig Molitor das Haus.
1954 verkaufte die Erbengemeinschaft das Haus an die Protestantische Landeskirche Pfalz. Es gelangte 1984 in den Besitz der Zweibrücker Kulturgut-Stiftung Gehrlein-Fuchs, die es umfassend renovierte und zur Gedenkstätte umbaute. Das verfallene Badehaus wurde 2002 wiederhergestellt und 2006 erfolgte der Aufbau des Kupferschmiede-Museums im Badehaus.

## Ausstellung im Mannlich-Haus

### Johann Christian von Mannlich
Die Ausstellung liefert einen umfangreichen Einblick in Leben und Wirken von Johann Christan von Mannlich. Die Zweibrücker Kulturgut-Stiftung Gehrlein-Fuchs stellt zahlreiche Exponate und Kunstwerke des Hofmalers aus.
Das Vogelwerk ist eines der wohl berühmtesten Werke von Johann Christian von Mannlich aus seinem naturalistischen Wirken. Inspiriert von den Naturgeschichten des Vaters studierte von Mannlich die Vögel in den herzoglichen Volieren und im „Naturalienkabinett“ auf Schloss Carlsberg und zeichnete in Gouache-Technik ornithologisch exakte Vogelbilder. Ab 1793 kamen auch mythologische, biblische und historische Vogeldarstellungen hinzu. Weiterhin finden sich in den Räumen des Mannlich-Hauses lithografische Stücke Mannlichs, außerdem Stücke seiner Schüler, Mitarbeiter und Freunde, die einen repräsentativen Überblick über das künstlerische Schaffen der damaligen Zeit liefern.

### Molitor-Gedächtnisstätte
In der Mitte des 19. Jahrhunderts war das barocke Anwesen in der Herzogstraße 8 zunächst als Haus der Eigentümerfamilie Molitor bekannt. Der Name „Mannlich-Haus“ entstand erst durch die Zweibrücker Kulturgut-Stiftung Gehrlein-Fuchs. Das Haus ist heute auch Gedenkstätte für Ludwig Alois und Wilhelm Molitor.

### Badehaus/Kupferschmiede-Museum
Erbauen ließ das Badehaus der Kantonsarzt Camille Meuth im Jahr 1831 als russisches Dampfbad zur Choleraprophylaxe – eine damals völlig neuartige Art der Gesundheitsvorsorge, die er den Bürgern von Zweibrücken kostenlos zur Verfügung stellte.
Die Zweibrücker Kulturgut-Stiftung Gehrlein-Fuchs kaufte 1983 die alte Kupferschmiedewerkstatt von Herbert Baier. Die historischen Maschinen, Geräte und Werkzeuge wurden 2006 vom Vorstandsmitglied Fritz Stauch originalgetreu im Badehaus aufgebaut, so wurde daraus das Kupferschmiede-Museum des Mannlich-Hauses. Das Museum gibt einen Überblick über die Kupferverarbeitung der damaligen Zeit.

### Herzogtum Pfalz-Zweibrücken
Die Ausstellung beschäftigt sich mit der Geschichte des Herzogtums im 18. Jahrhundert unter den Herrschern Christian IV., Karl II. August und Max I. Joseph, die alle Dienstherren von Johann Christian von Mannlich waren.